# Boeremia exigua
Boeremia exigua (Desm.) Aveskamp, Gruyter & Verkley – gatunek grzybów z klasy Dothideomycetes. Pasożyt wielu roślin.

## Systematyka i nazewnictwo
Pozycja w klasyfikacji według Index Fungorum: Boeremia, Didymellaceae, Pleosporales, Pleosporomycetidae, Dothideomycetes, Pezizomycotina, Ascomycota, Fungi.
Po raz pierwszy opisał go w 1849 r. Jean Baptiste Henri Joseph Desmazières, nadając mu nazwę Phoma exigua. Obecną, uznaną przez Index Fungorum nazwę, nadali mu Maikel M. Aveskamp, Johannes de Gruyter i Gerard J.M. Verkley w 2010 r.
Jest gatunkiem typowym rodzaju Boeremia. Ma ponad 20 synonimów. Niektóre z nich:

- Boeremia exigua var. forsythiae (Sacc.) Aveskamp, Gruyter & Verkley 2010
- Boeremia exigua var. viburni (Roum. ex Sacc.) Aveskamp, Gruyter & Verkley 2010
- Phoma exigua var. capsici L.Z. Liang 1991
- Phoma exigua var. forsythiae (Sacc.) Aa, Boerema & Gruyter 2000
- Phoma exigua var. solanicola (Prill. & Delacr.) Popkova, Malikova & Kovaleva 1974
- Phoma exigua var. viburni (Roum. ex Sacc.) Boerema 1998[3].

## Charakterystyka
Jest to gatunek powszechnie występujący. W. Mułenko i inni w 2003 r. podali jego występowanie (jako Phoma exigua) na bardzo licznych roślinach, zarówno dziko żyjących, jak i na roślinach uprawnych. Opisano jego występowanie na ponad 200 gatunkach roślin w Europie i na innych kontynentach. U roślin uprawianych w Polsce wywołuje grzybowe choroby roślin, takie jak fomoza soi i fomoza ziemniaka. Powoduje także zgorzel siewek i plamistość liści wielu gatunków roślin.
Zarodniki konidialne Boeremia exigua powstają na konidioforach zakończonych fialidami, które są zebrane w zamkniętych owocnikach typu pyknidium. Pyknidia są niemal kuliste, czarne i całkowicie zanurzone w tkankach żywiciela, na zewnątrz wystaje tylko szyjka z ujściem. Konidia jednokomórkowe, bezbarwne. Teleomorfy występują bardzo rzadko.
Odróżnienie morfologiczne Boeremia exigua od Boeremia foveata jest dość trudne. Boeremia exigua ma pyknidia o średnicy od 60 do 280 μm, bez brodawek, zanurzone. Komórki konidiotwórcze w kształcie kolby, 4–5 × 2,5–4 μm. Konidia elipsoidalne do podłużnych, 5–7 × 2–3 μm, głównie jednokomórkowe, ale sporadycznie z jedną przegrodą, szkliste, gładkie.